# Jan Mühren
Jan Mühren (Volendam, 13 augustus 1955) is een Nederlandse zanger en gitarist.

## Biografie
Mühren is een broer van de bekende voetballers Gerrie en Arnold Mühren en een neef van Arnold Mühren van The Cats. 
Zijn carrière in de muziek begon hij als gitarist van de groep Next One. Next One maakte singles als Little Spanish sailor, Emmalee en Cats for ever. Vanaf 1978 was hij zanger in het orkest “Fiësta”, dat tijdens de Volendammer Kermis een laatste concert gaf. Van Fiësta zijn een paar singles uitgebracht, waaronder het Spaanstalige Noche blanca, Munich en Ma bella signorita. Het nummer De vrolijke koster werd in De 5 Uur Show van RTL 4 gespeeld.
Vanaf 1995 werkt hij als solozanger en verschenen onder andere de singles De nacht van mijn dromen, Never change a winning team en Sail down to Australia. Die laatste kwam uit in 2000 op Sony Music met het oog op de Olympische Spelen in Sydney, Australië en werd opgenomen in de studio van Cor Veerman (Dekker). Het sportprogramma Radio Olympia op Radio 1 draaide dit elke dag als openingsnummer. Het is ook op RTL 4 gebruikt bij De Staatsloterijshow vanaf Sail Amsterdam 2000.

## Discografie

### Singles
- De nacht van mijn dromen (1995)
- Never change a winning team ()
- Sail down to Australia (2000) Sony Music

### Albums
- Heartache (1995) Ivory Tower Records
- All my life (2000) Sony Music
- Toen, Nu & Later (2007) Eigen beheer, productie 3JS